# Universidad Nacional de Canindeyú
La Universidad Nacional de Canindeyú (UNICAN) es una universidad paraguaya creada el 16 de abril de 2010 en la ciudad de Salto del Guairá, capital del departamento de Canindeyú. Es una de las principales universidades estatales del Paraguay.